# Jason Smith (homme politique)
Pour les articles homonymes, voir Jason Smith et Smith.
Jason Thomas Smith, né le 16 juin 1980 à Saint-Louis (Missouri), est un homme politique américain, élu républicain du Missouri à la Chambre des représentants des États-Unis depuis 2013.

## Biographie
Jason Smith est né à Saint-Louis et grandit à Salem. Après des études de droit à l'université du Missouri à Columbia et à l'université d'Oklahoma City, il devient avocat.
Il est élu à la Chambre des représentants du Missouri à partir de 2005.
Le 4 juin 2013, il est élu à la Chambre des représentants des États-Unis à l'occasion d'une élection partielle provoquée par la démission de Jo Ann Emerson (en). Il est élu pour un mandat complet en 2014 avec 66,7 % des voix.
Il est réélu en novembre 2014, 2016, 2018, et 2020.
Il est considéré comme un candidat potentiel aux élections sénatoriales de 2022 pour briguer la succession du républicain Roy Blunt qui prend sa retraite, mais il choisit de se présenter pour un sixième mandat à la Chambre, affirmant qu'il briguera la présidence du puissant Comité des voies et moyens de la Chambre en cas de réélection et de majorité républicaine. Après sa large réélection contre la démocrate Randi McCallian lors de l'élection 8 novembre 2022 qui voit les républicains remporter une majorité de sièges, il remporte l'élection interne l'opposant à ses collègues Vern Buchanan et Adrian Smith pour prendre la tête du Comité des voies et moyens, devenant ainsi le plus jeune président de son histoire.
Candidat à un nouveau mandat en 2024, il est largement réélu lors de l'élection du 5 novembre, de nouveau contre la démocrate Randi McCallian.